# Zeugophora kwaiensis
Zeugophora kwaiensis is een keversoort uit de familie halstandhaantjes (Megalopodidae). De wetenschappelijke naam van de soort werd in 1900 gepubliceerd door Julius Weise.